# Аскурра
Аскурра (порт. Ascurra) — муниципалитет в Бразилии, входит в штат Санта-Катарина. Составная часть мезорегиона Вали-ду-Итажаи. Входит в экономико-статистический микрорегион Блуменау. Население составляет 7505 человек на 2006 год. Занимает площадь 111,672 км². Плотность населения — 67,2 чел./км².

## История
Город основан 1 апреля 1963 года.

## Статистика
- Валовой внутренний продукт на 2003 составляет 50.340.486,00 реалов (данные: Бразильский институт географии и статистики).
- Валовой внутренний продукт на душу населения на 2003 составляет 6.950,23 реалов (данные: Бразильский институт географии и статистики).
- Индекс развития человеческого потенциала на 2000 составляет 0,813 (данные: Программа развития ООН).

## География
Климат местности: умеренный.